# Seznam ministerských předsedů Rakouského císařství

Velký znak Rakouského císařství

Toto je seznam předsedů rady ministrů Rakouského císařství.

## Historie funkce
V Rakouském císařství byla funkce předsedy rady ministrů vytvořena v roce 1848. Předchůdkyní ministerské rady byla státní rada vedená císařem, v níž nejvýraznější ministři zaujímali vedoucí roli. Takovými ministry byli např. v letech 1805–1809 Jan Filip I. ze Stadionu nebo Klement Václav Metternich, kterému byl roku 1821 propůjčen titul státní kancléř (podobně jako předtím, roku 1742 Antonínu Corfiz Ulfeldtovi a v roce 1753 Václavu Antonínovi z Kounic-Rietbergu).
Ministerská rada byla jmenována a rozpouštěna císařem, bez parlamentní kontroly. Po smrti Felixe Schwarzenberga v předjaří 1852 se plně etabloval neoabsolutismus, prezident ministerské rady nebyl jmenován a byl nahrazen předsedajícím ministrem ministerské konference, což byl oficiální název tehdejší vlády. Po rakousko-uherském vyrovnání získala každá polovina říše svého ministerského předsedu.

## Státní kancléř
- Klement Václav z Metternichu: 25. květen 1821 – 13. březen 1848

## Předsedové ministerské rady
- František Antonín Kolovrat: 20. březen 1848 – 19. duben 1848
- Karl Ludwig Ficquelmont: 19. duben 1848 – 19. květen 1848
- Franz von Pillersdorf: 19. květen 1848 – 8. červenec 1848
- Anton von Doblhoff-Dier: 8. červenec 1848 – 18. červenec 1848
- Johann von Wessenberg-Ampringen: 18. červenec 1848 – 21. listopad 1848
- Felix ze Schwarzenbergu: 21. listopad 1848 – 5. duben 1852

## Předsedové ministerské konference
- Karl Ferdinand Buol-Schauenstein: 11. duben 1852 – 21. srpen 1859
- Johann Bernhard von Rechberg: 21. srpen 1859 – 4. únor 1861
- Arcivévoda Rainer Ferdinand: 4. únor 1861 – 26. červen 1865
- Alexandr Mensdorff-Pouilly: 26. červen 1865 – 27. červenec 1865
- Richard Belcredi: 27. červenec 1865 – 7. únor 1867
- Friedrich Ferdinand von Beust: 7. únor 1867 – 30. prosinec 1867